# Dadnapped
Dadnapped is een televisiefilm van Disney Channel Original Movies, geregisseerd door Paul Hoen. De acteurs en actrices zijn voornamelijk tieners van Disney Channel Original Series. Bij de première behaalde de film 4½ miljoen kijkers.

## Verhaal
De film draait om Melissa Morris, die wanhopig meer aandacht probeert te krijgen van haar altijd druk werkende vader. Haar vader, Neil, is schrijver van met name spionageromans over het personage Tripp Zoome.
Net wanneer Neil en Melissa op het punt staan eindelijk een vakantie samen door te brengen, wordt Neil ontvoerd door geobsedeerde fans, Wheeze, Andre en Sheldon. Zij werken in opdracht van Merv en de broers Maurice en Skunk. Na de ontvoering laten zij Wheeze, Andre en Sheldon met niets achter. Daarom spannen ze samen met Melissa om Neil weer vrij te krijgen. Het blijkt dat Merv Skunk en Maurice gebruikt als deel van een plan om Neil nog een laatste boek te laten schrijven.
Wheeze, Andre en Sheldon roepen de hulp in van andere fans van Neils’ boeken voor een reddingsactie. Neil wordt gered, en Merv wordt uiteindelijk gevangen door zijn twee handlangers wanneer ze inzien dat hij hen slechts gebruikte.

## Cast
| Acteur          | Personage      | Opmerkingen                                                                       |
| --------------- | -------------- | --------------------------------------------------------------------------------- |
| Emily Osment    | Melissa Morris | Hoofdrol                                                                          |
| George Newbern  | Neil Morris    | Hoofdrol/Schrijver van de boeken uit de Zoome-serie                               |
| David Henrie    | Wheeze         | Eerst ontvoert hij Neil Morris, daarna helpt hij hem en Melissa Morris            |
| Jason Earles    | Merv Kilbo     | Eerst doet hij alsof hij Neil Morris wilt vinden, maar hij helpt Maurice en Skunk |
| Moises Arias    | Andre          | Eerst ontvoert hij Neil Morris, daarna helpt hij hem en Melissa Morris            |
| Jonathan Keltz  | Tripp Zoome    | Personage uit het boek dat maar in Melissa's hoofd blijft rondhangen              |
| Denzel Whitaker | Sheldon        | Eerst ontvoert hij Neil Morris, daarna helpt hij hem en Melissa Morris            |
| Phill Lewis     | Maurice        | Kidnapper                                                                         |
| Charles Halford | Skunk          | Kidnapper                                                                         |